# Гостра Гора
Го́стра Гора́ — гора в Українських Карпатах, у північно-західній частині масиву Полонинського хребта, на північний схід від Полонини Рівної.
Розташована на межі Великоберезнянського та Воловецького районів Закарпатської області, на південний захід від сіл Перехресний та Кічерний.
Гора Гостра являє собою невеликий витягнутий з південного сходу на північний захід хребет, що складається з двох практично рівновеликих вершин: північно-західної (1405,2 м) та південно-східної (1404,3 м). Ще одна, дещо менша вершина, розташована далі на північний захід.
Гора до висоти приблизно 1300 м вкрита лісами, вище — полонини.
- На південно-західних схилах гори розташовані витоки річки Лютянки.
- На південних схилах гори бере початок струмок Прелучний.
- На південь від гори розташований Тур'є-Полянський зоологічний заказник.